# Anthony Geary
Anthony Geary (Coalville, 29 maggio 1947) è un attore statunitense.
È conosciuto per aver interpretato il personaggio di Luke Spencer nella soap opera della ABC General Hospital dal 1978 al 1984 e dal 1993 a oggi.

## Carriera
Il personaggio interpretato da Geary iniziò come sicario e successivamente ebbe un'evoluzione in stupratore che si innamora e sposa la sua vittima, Laura Webber (interpretata da Genie Francis). Il personaggio divenne talmente popolare che gli autori fecero di Luke uno dei protagonisti della serie.
Interpretò anche il cugino sosia di Luke Bill Eckert in General Hospital dal 1991 al 1993.
Un'eccezione rispetto al corso dei ruoli drammatici fu nel 1989 nel film UHF - I vidioti, dove interpretava un tecnico/scienziato. Apparve anche in Disorderlies con i rapper The Fat Boys.
Nel 1971 Geary apparve come guest-star in un episodio di Arcibaldo insieme a Philip Carey.
Ha vinto per sette volte il premio Emmy per il daytime come miglior attore in una serie drammatica.

## Filmografia parziale

### Cinema
- E Johnny prese il fucile (Johnny Got His Gun), regia di Dalton Trumbo (1971)
- Disorderlies, regia di Michael Schultz (1987)
- Guantoni insanguinati (Penitantiary III), regia di Jamaa Fanaka (1987)
- Assalto al network (Pass the Ammo), regia di David Beaird (1988)
- Se hai un dubbio... prendine due (It Takes Two), regia di David Beaird (1988)
- UHF - I vidioti (UHF), regia di Jay Levey (1989)
- Night Life, regia di David Acombe (1989)
- Amori di fuoco (Scorchers), regia di David Beaird (1991)
- Carpool Guy, regia di Corbin Bernsen (2005)

### Televisione
- Bright Promise – serie TV, 1 episodio (1969)
- Febbre d'amore (The Young and the Restless) – serie TV, 2 episodi (1976)
- Perry Mason: La signora di mezzanotte (Perry Mason: The Case of the Murdered Madam), regia di Ron Satlof - film TV (1987)
- La signora in giallo (Murder, She Wrote) – serie TV, episodio 5x14 (1989)
- Port Charles – serie TV, 1 episodio (1998)
- General Hospital: Night Shift – serie TV, episodi 2x13-2x14 (2008)
- General Hospital – serie TV, 913 episodi (1978-2017)

## Doppiatori italiani
Nelle versioni in italiano delle opere in cui ha recitato, Anthony Geary è stato doppiato da:
- Gianni Giuliano in La signora in giallo (ep. 5x14)
- Edoardo Nordio in La signora in giallo (ep. 7x04)
- Massimo Turci in Starsky & Hutch
- Oliviero Dinelli in General Hospital
- Gianni Quillico in Disorderlies
- Alberto Melis ne Il ritorno del capitano Nemo